# Marange-Silvange
Marange-Silvange település Franciaországban, Moselle megyében. Lakosainak száma 6517 fő (2022. január 1.). Marange-Silvange Amnéville, Bronvaux, Fèves, Hagondange, Maizières-lès-Metz, Pierrevillers, Rombas, Roncourt és Semécourt községekkel határos.

## Népesség
A település népességének változása:
| Lakosok száma | 5033 | 5538 | 5674 | 5737 | 5814 | 5965 | 6179 | 6458 | 6446 | 6517 |
|               | 1968 | 1982 | 1990 | 2006 | 2013 | 2015 | 2017 | 2019 | 2020 | 2022 |